# Polelassothys callista
Polelassothys callista är en fjärilsart som beskrevs av Willie Horace Thomas Tams 1930. Polelassothys callista ingår i släktet Polelassothys och familjen tandspinnare. Inga underarter finns listade i Catalogue of Life.